# Улица Лобачевского (Москва)
У́лица Лобаче́вского — улица в Западном административном округе Москвы в районах Проспект Вернадского, Раменки и Очаково-Матвеевское. Расположена между Ленинским проспектом и путепроводом Киевского направления Московской железной дороги. Является частью крупнейшей в Москве хордовой магистрали Рублёвское шоссе — Аминьевское шоссе — улица Лобачевского — улица Обручева — Балаклавский проспект. Пересекает проспект Вернадского, Мичуринский проспект и улицу Коштоянца. Слева примыкают Озёрная и Большая Очаковская улицы, справа — сохранившийся отрезок Боровского шоссе.
Нумерация чётных номеров жилых домов ведётся от Ленинского проспекта. С нечетной стороны находятся здания МГИМО (проспект Вернадского, д. 76) и здания банка «Славянский кредит» (проспект Вернадского, 87), относящихся по адресу не к данной улице, а к проспекту Вернадского, а также здания Первого чешско-российского банка (улица Лобачевского, 27). Между проспектами Вернадского и Ленинским к нечётной стороне улицы выходит охраняемая природная зона «Русло реки Самородинки» с лесопарком.

## Происхождение названия
Названа в 1962 году в честь знаменитого учёного, математика, создателя неевклидовой геометрии Н. И. Лобачевского.

## История
Улица возникла в 1962 году при строительстве 33, 35 и 35А кварталов Юго-Запада и являлась юго-западной границей застройки. В кварталах преобладают пятиэтажные «хрущёвки». Первоначально проходила между Ленинским проспектом и улицей Коштоянца. В 1979 году улицу расширили, продлили на север через территорию бывшей деревни Никольское, соединив с Аминьевским шоссе.

## Примечательные здания и сооружения
По нечётной стороне:
- МГИМО

По чётной стороне:
- № 38 — Детская музыкальная школа имени Э. Грига
- № 42 — Городская клиническая больница № 31
- № 48 — Жилой дом. Здесь жил футболист С. С. Ильин[3].
- № 54 — Школа № 324 «Искусство»
- № 90 — Академия труда и социальных отношений
- № 118 — УВД Западного округа

## Транспорт
Ближайшие станции метро — «Аминьевская» Большой кольцевой линии, «Мичуринский проспект» Солнцевской линии и «Мичуринский проспект» Большой кольцевой линии. Для юго-восточной части улицы около пересечения с проспектами Вернадского и Ленинским ближайшими станциями метро являются «Проспект Вернадского» и «Юго-Западная» Сокольнической линии, «Проспект Вернадского» и «Новаторская» Большой кольцевой линии. Ближайшая железнодорожная платформа — «Аминьевская» Киевского направления МЖД. По улице проходят автобусы: 120, 219, 224, 274, 325, 616, 688, 715, 793, с17.